# Циуфу
Циуфу (на китайски: 丘浮; на пинин: Qiūfú) е шанюй на южните хунну, управлявал през 55 – 56 година.

## Живот
Той е син на шанюя Уджулю, управлявал до 13 година, и личното му име е Мо. През 55 година наследява брат си Хайлуошъ и управлява като васал на империята Хан.
Циуфу умира през 56 година и е наследен от брат си Ифаюлу.